# Lysvågen
|  | Denne artikel er oprettet af botten PalnaBot ud fra en ekstern database. Den kan derfor have sproglige fejl eller mangler. Denne skabelon kan fjernes efter kontrol af indholdet. |

Lysvågen er en børnefilm fra 2010 instrueret af Christina Rosendahl efter manuskript af Torbjørn Rafn.

## Handling
10-årige Benjamin kan ikke falde til ro. Han bor sammen med sin mor og hendes nye mand Robert, der gør, hvad han kan for at få et godt forhold til Benjamin. Men Benjamin savner sin far og håber, at hans forældre finder sammen igen. Benjamin samler på tinsoldater og drømmer om, at han og hans mor en dag bliver reddet af soldater og genforenet med Benjamins far. En nat går hans ønske i opfyldelse.